# 近藤重雄
近藤 重雄（こんどう しげお、1942年10月15日 - ）は、福島県出身の元プロ野球選手。ポジションは投手。

## 来歴・人物
学校法人石川高等学校では、1960年夏の甲子園県予選で準決勝（東北大会代表決定戦）に進むが、双葉高に延長11回敗退。この予選では7試合64回を投げ、夏の地方大会記録となる110三振を奪った。
卒業後は日本コロムビアへ入社。1964年の第35回都市対抗野球大会では決勝まで進出し、日本通運の田中章と投げ合うが惜敗。準優勝に終わったが、大会での活躍ぶりが認められ久慈賞を受賞した。同年10月には東京五輪デモンストレーションゲームとして開催された、社会人野球選抜と米国大学選抜との試合にも登板している。
その後、コーチも兼任しつつチームの中心選手として活動していたが、会社の業績が悪化して野球部の休部が決まり、1200人にも及ぶ希望退職勧告のリストにも入れられた状況の中、1971年プロ野球ドラフト会議でロッテオリオンズから5位指名を受け入団し、「あのときほどうれしかったことはありません。僕は子どももいたし、生活が心配でたまらなかったんで」と喜びのコメントをした。指名時の年齢は当時のドラフト史上最高年齢の29歳1ヶ月であり、すでに結婚して1女をもうけていた（現在の最高齢記録は市村則紀）。初勝利は1972年5月10日の西鉄戦（東京球場）。先発・成田文男を6回からリリーフして以後の4回を2安打0点に抑え、打線の大量援護にも恵まれた。同年は2勝に終わるが、翌1973年は主に中継ぎとして6勝を記録。1974年には中継ぎ、抑えとしてチームのリーグ優勝に貢献。しかし中日ドラゴンズとの日本シリーズでは登板機会がなく、同年限り、プロ生活3年で引退した。
スリークォーター気味の投球フォームからスライダー、シュート、カーブを投げ分けた。

## 詳細情報

### 年度別投手成績
| 年 度     | 球 団     | 登 板 | 先 発 | 完 投 | 完 封 | 無 四 球 | 勝 利 | 敗 戦 | セ 丨 ブ | ホ 丨 ル ド | 勝 率 | 打 者 | 投 球 回 | 被 安 打 | 被 本 塁 打 | 与 四 球 | 敬 遠 | 与 死 球 | 奪 三 振 | 暴 投 | ボ 丨 ク | 失 点 | 自 責 点 | 防 御 率 | W H I P |
| --------- | --------- | ----- | ----- | ----- | ----- | -------- | ----- | ----- | -------- | ----------- | ----- | ----- | -------- | -------- | ----------- | -------- | ----- | -------- | -------- | ----- | -------- | ----- | -------- | -------- | ------- |
| 1972      | ロッテ    | 29    | 4     | 0     | 0     | 0        | 2     | 3     | --       | --          | .400  | 252   | 59.0     | 63       | 10          | 13       | 0     | 5        | 30       | 1     | 0        | 33    | 30       | 4.58     | 1.29    |
| 1973      | ロッテ    | 41    | 3     | 0     | 0     | 0        | 6     | 4     | --       | --          | .600  | 332   | 81.1     | 73       | 9           | 18       | 0     | 6        | 26       | 1     | 0        | 35    | 32       | 3.56     | 1.12    |
| 1974      | ロッテ    | 37    | 0     | 0     | 0     | 0        | 2     | 2     | 2        | --          | .500  | 248   | 58.2     | 48       | 12          | 26       | 2     | 2        | 28       | 1     | 1        | 28    | 27       | 4.12     | 1.26    |
| 通算：3年 | 通算：3年 | 107   | 7     | 0     | 0     | 0        | 10    | 9     | 2        | --          | .526  | 832   | 199.0    | 184      | 31          | 57       | 2     | 13       | 84       | 3     | 1        | 96    | 89       | 4.03     | 1.21    |

### 背番号
- 15 （1972年 - 1974年）